# Yeşilova
Yeşilova là một huyện thuộc tỉnh Burdur, Thổ Nhĩ Kỳ. Huyện có diện tích 1224 km² và dân số thời điểm năm 2007 là 18611 người, mật độ 15 người/km².